# Barry Fitzgerald
Barry Fitzgerald (født 10. marts 1888 i Dublin, Irland, død 14. januar 1961) var en irsk skuespiller.
Han vandt en Oscar i 1944 i klassen for bedste mandlige birolle som "Fader Fitzgibbon" i filmen Går du min vej?. Han har fået to stjerner på Hollywood Walk of Fame, en for sin indsats indenfor filmen og den anden for tv.